# Jean-Louis Girardin de Vauvré
Jean-Louis Girardin de Vauvré (Paris, vers 1647 - Paris, 29 septembre 1724), est un officier de plume de la marine, intendant de la Marine dans différents ports français, membre du Conseil de marine pendant la polysynodie sous la Régence, conseiller d’État.

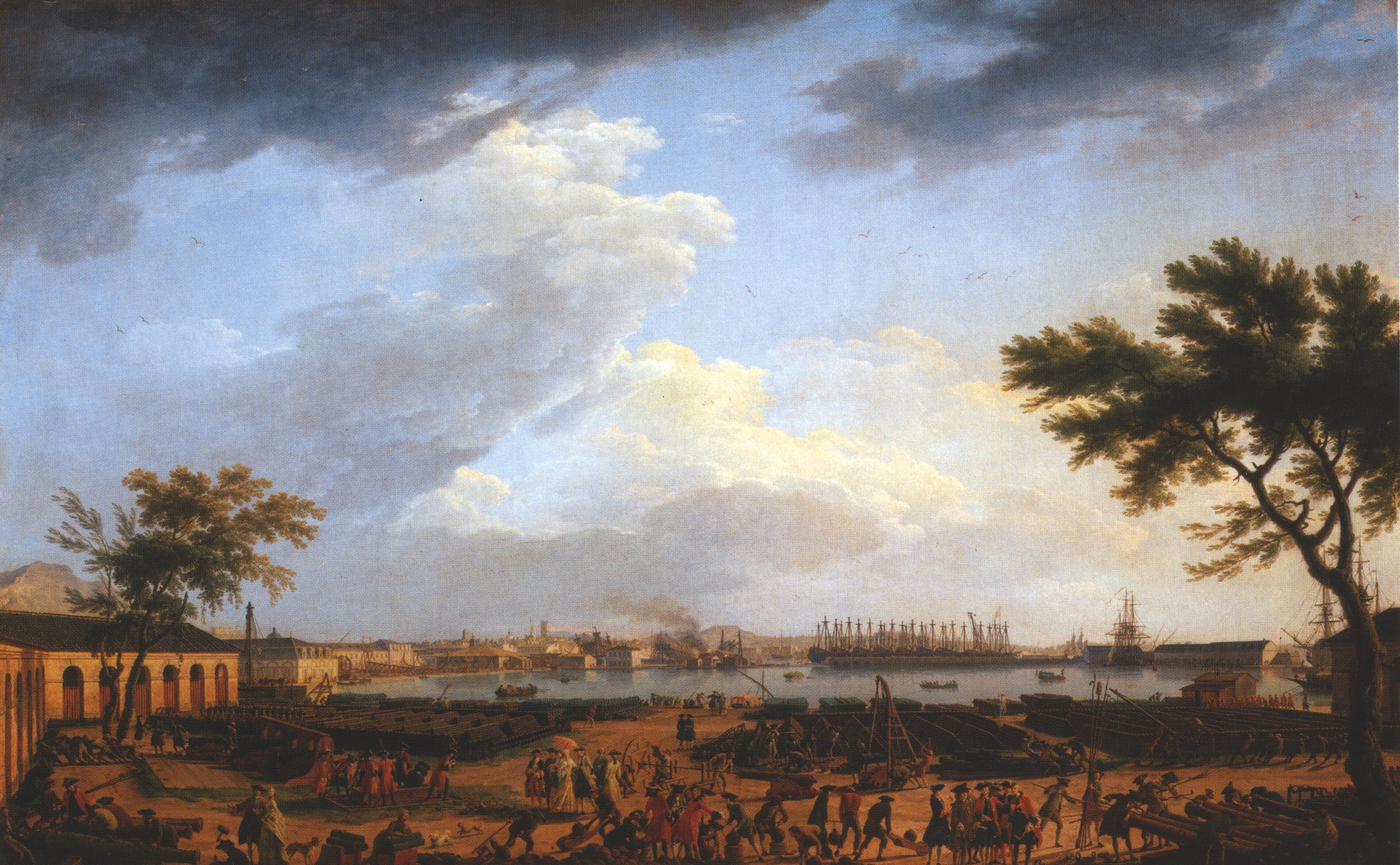
Joseph Vernet (1714-1789), Première vue du port de Toulon, 1755 Musée du Louvre, Paris
Giradin de Vauvré fut l'intendant du port de 1680 à 1716

## Biographie

### Carrière
Jean-Louis Girardin, seigneur de Vauvré (Eure), est l’un des plus illustres[réf. nécessaire] officiers de plume de Louis XIV dont la valeur était reconnue par le roi lui-même. Il entre dans la marine comme officier d’épée (enseigne de vaisseau, 1665) mais Colbert lui attribue une commission de commissaire ordinaire (1er janvier 1670) avec ordre de servir à Rochefort. Il accède très rapidement au grade de commissaire général, à seulement 26 ans (25 avril 1673).
Au cours de la décennie, il voyage beaucoup : il est chargé des affaires navales à Rochefort (6 mai 1673) puis au Havre (1675), en Sicile (1677) et à Dunkerque (1679). Parallèlement à sa carrière d’administrateur de la marine, il achète une charge de conseiller au Parlement de Metz (1678).
Jean-Louis Girardin de Vauvré est promu au grade d’intendant de la marine le 15 janvier 1680 à Toulon et c’est à ce poste qu’il gagnera sa réputation. Il remplace l'intendant Arnoult, accusé d'avoir mal veillé aux radoubs et d'être - en partie au moins - responsable du naufrage du Sans-Pareil, commandé par le chevalier de Tourville.
Il supervise la réalisation de l’ensemble des travaux entrepris sous Louis XIV, en collaboration avec Abraham Duquesne et Vauban (achèvement de la nouvelle darse, prolongement de l’enceinte, constructions de forts et de batteries de défense, cales de radoub…). L’intendant de Toulon est appelé à quitter l’arsenal à deux reprises pour assurer l’intérim des intendances de Marseille (1685) puis de Rochefort (1688). C’est d’ailleurs pendant sa première absence, qu’au mois de septembre son épouse a failli être violée par leur laquais Laurens[réf. nécessaire].
Au début de la guerre de la Ligue d'Augsbourg, entre 1691 et 1694, il embarque à plusieurs reprises en qualité d’intendant des armées navales, ce qui en soit constitue une action remarquable dans la mesure où les hauts officiers de plume ne prenaient plus la mer.
Pendant la guerre de Succession d'Espagne, en 1707, lorsque le prince Eugène, le duc de Savoie et les troupes anglo-bataves assiègent la ville, il assure encore activement, à 60 ans, la défense de la cité.
C’est donc en officier de marine accompli que Girardin de Vauvré se retire du service le 30 avril 1716 au début de la Régence. Il siège au Conseil de marine pendant la polysynodie.
Il meurt sous Louis XV à Paris en 1724.

## Honneurs et fortune
Au cours de sa carrière, l’intendant de Toulon a reçu des titres et des charges honorifiques. En 1700, il obtient la place de maître d’Hôtel du roi et le brevet de conseiller d’État. Il devient également membre du conseil de marine, probablement à la suite de Jérôme Phélypeaux, comte de Pontchartrain, qui s’est démis le 1er octobre 1715.
Du côté de la fortune, Girardin de Vauvré est un officier comblé. Il reçoit des pensions sur le trésor royal : 3 000 livres tournois par an à partir de 1688, puis une augmentation de 6 000 livres à partir de 1694, portant le tout à 9 000 livres. À cela s’ajoute son traitement d’intendant de 12 000 livres. À partir de 1715, il reçoit une pension de 8 000 livres au titre de sa charge de conseiller de Marine. Nous ignorons le montant de sa pension de retraite, mais à supposer qu’elle ait été réduite de moitié, l’intendant de Toulon aurait gagné au service du roi 880 000 livres tournois entre 1683 et 1724.

## Divers
Mélomane et ami de Couperin, c'est en son honneur que le compositeur écrit la pièce de clavecin dite « la Vauvré ».

### Sources et bibliographie
- Jean Peter, Vauban et Toulon, histoire de la construction d’un port-arsenal sous Louis XIV, Paris, Economica, 1994
- Michel Vergé-Franceschi, Toulon, port royal (1409-1789), Paris, éditions Tallandier, 2002
- Michel Vergé-Franceschi, « Toulon dans les guerres maritimes des XVIIe et XVIIIe siècles », Méditerranée, mer ouverte, Actes du colloque de Marseille, no d'édition,‎ 1995
- Philippe Le Valois marquis de Villette-Mursay (préf. notes et introduction de Michel Vergé-Franceschi), Mes campagnes de mer sous Louis XIV, Paris, Éditions Tallandier, 1991
- Arrêt du Conseil d'Etat concernant la succession de Jean-Louis. Girardin de Vauvré, chevalier, conseiller d'Etat. sur Gallica